# Tim O'Connor
Tim O'Connor är en amerikansk professionell skateboardåkare bosatt i Philadelphia i USA. Han började åka skateboard som 10-åring och är idag sponsrad av bland annat Habitat, Adidas och Quicksilver. Han har även medverkat i TV-serien Viva La Bam som hans gode vän Bam Margera var huvudperson i.